# Актюбе (Астраханская область)
Актюбе (каз. Ақтөбе) — село в Володарском районе Астраханской области, входит в состав сельского поселения Актюбинский сельсовет. Население — 92 человека (2010).

## География
Село находится в юго-восточной части области, в дельте реки Волги, по берегу ерика Кушумбет.
Абсолютная высота 24 метра ниже уровня моря.
уличная сеть
состоит из шести географических объектов: ул. Джамбула, ул. Дорожная, ул. Жукова, ул. Луговая, ул. Молодёжная, ул. Набережная.
Климат умеренный, резко континентальный, характеризуется высокими температурами летом и низкими — зимой, малым количеством осадков, а также большими годовыми и летними суточными амплитудами температуры воздуха.

## Население
| 2002 | 2010 |
| ---- | ---- |
| 113  | ↘92  |

Национальный и гендерный состав
По данным Всероссийской переписи, в 2010 году численность населения села составляла 92 человека (48 мужчин и 44 женщины, 52,2 и 47,8 %% соответственно).
Согласно результатам переписи 2002 года, в национальной структуре населения казахи составляли 92 % из общего числа в 112 жителей.
| Национальность | Численность (2010) | Процент |
| -------------- | ------------------ | ------- |
| Казахи         | 82                 | 91,1%   |
| Азербайджанцы  | 4                  | 4,4%    |
| Татары         | 4                  | 4,4%    |
| Всего          | 90                 | 100%    |

## Инфраструктура
В своё время это село было центром сельсовета, на территории которого находились школа, медпункт и большая часть населения сельсовета (впоследствии административные функции перешли в посёлок Трубный, в котором на данный момент и проживает большая часть населения сельсовета).

## Транспорт
Подъезд к региональной автотрассе 12К 018 Астрахань — Марфино (от автодороги Астрахань — Красный Яр). Остановка общественного транспорта «Актюбе».
Проселочные дороги.